# 乔瓦尼·卡博托
乔瓦尼·卡博托（意大利语：Giovanni Caboto，威尼斯语：Zuan Chabotto），又稱约翰·卡伯特（1450年－约1499年），意大利航海家、探险家。航海家塞巴斯蒂安·卡博托之父。他于1497年受英格兰国王亨利七世的委托出海，发现了北美洲。因而被认为是继约1003年诺斯曼人莱夫·埃里克松登陆纽芬兰岛后，首个到达该地的欧洲人。在庆祝卡博托探险队登陆500周年时，关于其登陆地点，加拿大和英国政府都認同被廣泛接受的纽芬兰岛博纳维斯塔海角，但还存在其他的观点。

## 姓名和出身

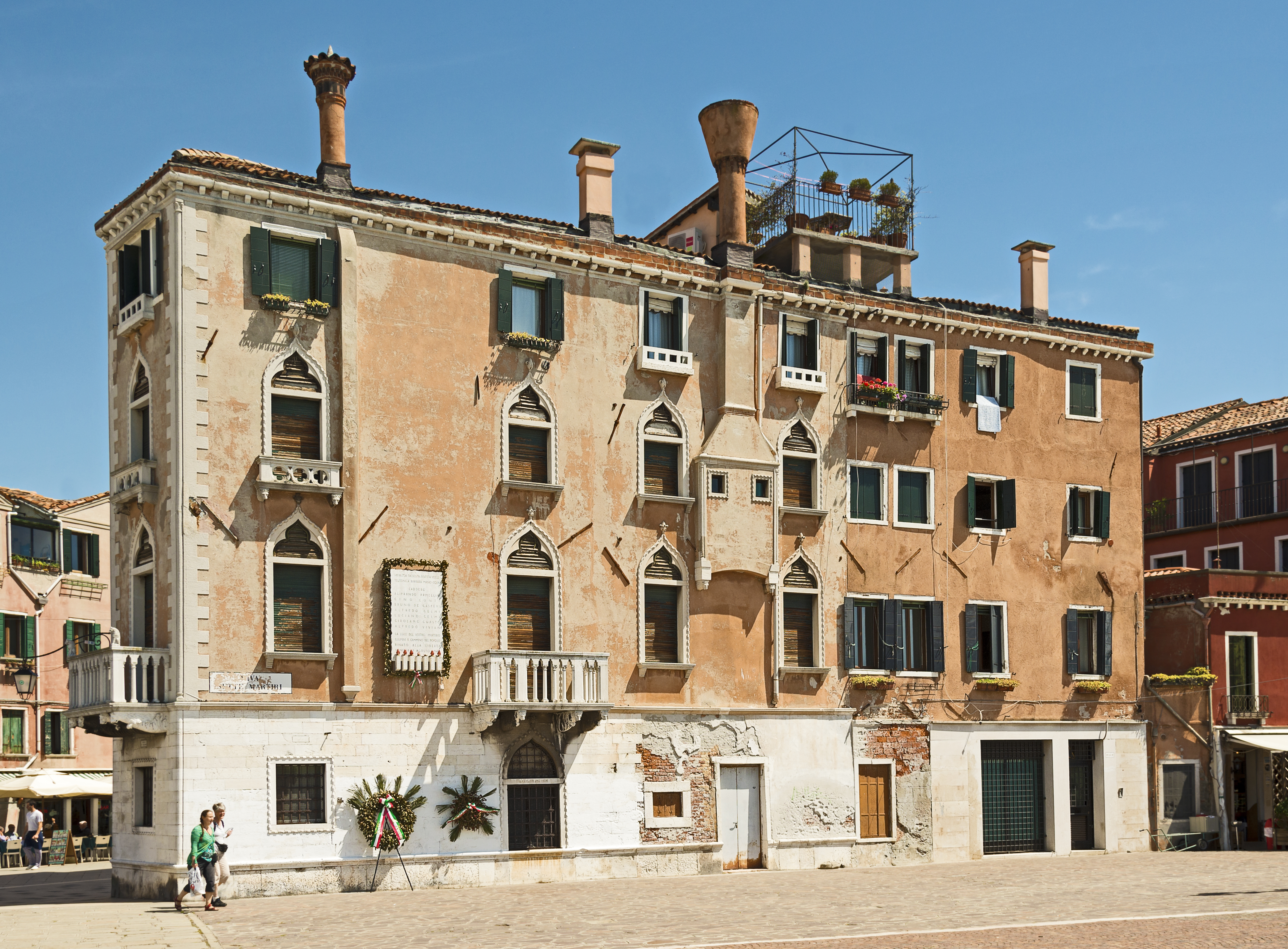
乔瓦尼·卡博托在威尼斯的故居

乔瓦尼·卡博托出生于意大利，其父亲名為朱利奥·卡博托。他还有一个兄弟名字是皮耶罗。名稱方面，意大利语譯音為乔瓦尼·卡博托（Giovanni Caboto，威尼斯语：Zuan Chabotto），在英语中他被叫作约翰·卡伯特（John Cabot），在法语中他被称为让·卡伯特（Jean Cabot），而在西班牙语中他又变成了胡安·卡博托（Juan Caboto）。以上那些非意大利语的姓名，都记录在15世纪的相关档案中。而实际上，在威尼斯的时候，他本人用得签名一直是“Zuan Chabotto”，而“Zuan”就是威尼斯语中的约翰（John）。到了英格兰后，至少是在意大利人的圈子里，他仍然继续使用“Zuan Chabotto”这个签名。在现存档案中，僅有一位居於倫敦的意大利銀行家，將其名稱作乔瓦尼（Giovanni）。
关于他的出生地有两种说法：一种是拉蒂纳省的加埃塔，另一种是热那亚省的基亚瓦里堡。支持加埃塔说法的主要证据是卡博托家族15世纪中叶以前在那里定居的记录，但1443年后，就找不到相关记载了。而支持第二种说法的一个证据是，与卡博托同时间在伦敦的西班牙公使佩德罗·德·阿亚拉，在一封1498年写给西班牙王室的信中，将其描述为“来自热那亚的另一个哥伦布”。支持第二种说法的另一个证据是，根据乔瓦尼·卡博托本人的儿子塞巴斯蒂安·卡伯特回忆，他的父亲是来自热那亚的。1476年，卡博托成为了威尼斯共和国的公民，而想要成为威尼斯共和国的公民，至少需要在这个城市里居住15年，因此他最晚在1461年就已经移居到威尼斯了。

## 早年经历
虽然通常认为卡博托大约出生于1450年，但他的实际出生日期可能会略早于此。1471年，他加入了圣约翰会，该协会是威尼斯的一个很有声望的宗教团体，因此，可以说他那时在当地已经是很有社会地位了。
1476年，卡博托正式成为威尼斯公民，因而也同时获得海上贸易的资格，其贸易区域自然也包括威尼斯最重要的财富来源----东地中海。卡博托很快就开始了他的海上贸易生涯。在一份1483年的档案中，可以找到他在克里特岛贩卖奴隶的记录，这名奴隶是他从埃及苏丹的领地上得到的，而当时埃及苏丹的统治区域包括今天的巴勒斯坦、叙利亚和黎巴嫩的大部分地区。1497年，在同驻在伦敦的米兰公国大使谈话中，他提到曾经访问过麦加，但根据现有证据，无法证实这一点。虽然如此，但通过地中海贸易生涯，他可能从中学到了有关重要的东方商品（例如香料和丝绸）的知识，因此与同时代的其他欧洲人比起来，他可以算是博学了。
“Zuan Cabotto”这个名字大量出现在威尼斯的1480年代的档案中。这些资料表明，到了1484年，他已经与马特阿结婚，并已经至少有了两个儿子了。卡博托的三个儿子分别叫做“卢多维科”、“塞巴斯蒂安”和“桑克托”。在威尼斯，他还从事过房屋建筑的行业。这段经历可能为他日后能够在西班牙找到土木工程师的工作，提供了宝贵的经验。
到了1480年代后期，卡博托陷入了财务危机，于是在1488年11月5日作为破产债务人离开了威尼斯，搬到了西班牙的巴伦西亚。但他的债权人给政府发了一封“正义之信”，以期将他投入监狱。在巴伦西亚，当地档案中，他的名字变成了“John Cabot Montecalunya”，而且，他还提交了一份海港改进计划，但这份计划被拒绝了。到了1494年初，他又移居到塞维利亚，在那儿承建了瓜达尔基维尔河上的一座石桥。但该项目仅仅维持了5个月，就在1494年12月24日，被市议会终止了。此后，他可能穿梭于塞维利亚和里斯本，力图使西班牙和葡萄牙王室支持其大西洋远航，但并未成功。于是，他动身前往伦敦寻求资金和政治上的帮助，大约在1495年到达了英格兰。

## 资金支持
克里斯托弗·哥伦布与其他同时代的意大利航海家都会寻求受别的国家雇佣而远航，卡博托也一样，他的雇主是英格兰。他计划从高纬度地区出发，那里经度间距会比较小，这样，会大大缩短航程。他还希望找到一条全新的通往中国的航线。
过去历史学家都认为，卡博托抵达英格兰后，最早去的是英格兰航运中心布里斯托尔去需求资金上的支持。因为这是英格兰唯一一座有派出过船队探索大西洋的城市。另外，根据王室于1496年签发的特许状规定，其所有的远航活动都应该在布里斯托尔进行，因此他的主要资金来源也应该在那儿。而且，特许状还规定，在探险过程中，所有的商业行为，其对象只能是英格兰人。
但是到了20世纪末，英国历史学家阿尔温·鲁道克声称发现了一份档案，可以证明卡博托最先到达的是伦敦，并且接受了当地意大利社区的资金支持。其中的一个金主就是奥斯定会修士乔瓦尼·安东尼奥·德·卡博纳斯里神父，他同时还是教皇税吏阿德里亚诺·卡斯特雷西的副手。拉克多博士认为，卡博纳里斯还参加了卡博托1498年的远航，并且由于卡博纳斯里与国王良好的关系，可能是他将卡博托介绍给亨利七世。除此之外，她还指出，卡博托曾经从位于伦敦的意大利钱庄获得过贷款。但拉克多博士于2005年逝世，临终前她毁掉了所有的研究资料，因此，学者们不得不重复她的研究，去重新挖掘档案材料。布里斯托尔大学发起了名为“The Cabot Project（页面存档备份，存于）”的项目，来研究卡博托以及布里斯托尔远航。佛罗伦萨大学的弗朗西斯科·圭迪·勃鲁斯科利博士找到了一份档案，可以证明卡博托在1496年3月收到了一笔来自于佛罗伦萨巴尔迪家族银行的资金，共计50金币（合16英镑13先令又4便士），用来支持卡博托的“寻找新大陆”的远航。这笔钱确实可以起到了很关键的作用，但并不足够支付一次远航所需的所有开销。
1496年3月5日，亨利七世为卡博托和他三个儿子颁发了特许状：
...……免费允许用五艘船，挂英格兰的旗帜，航行到东海，西海和北海的任何区域。这五艘船不限承重量，不限水手人数。此行的目的是去探索基督徒未知的异教徒的岛屿，国家或者地区。
特许状可以转让给第三方执行，因为卡博托的几个儿子此时应该都尚未成年。

## 远航

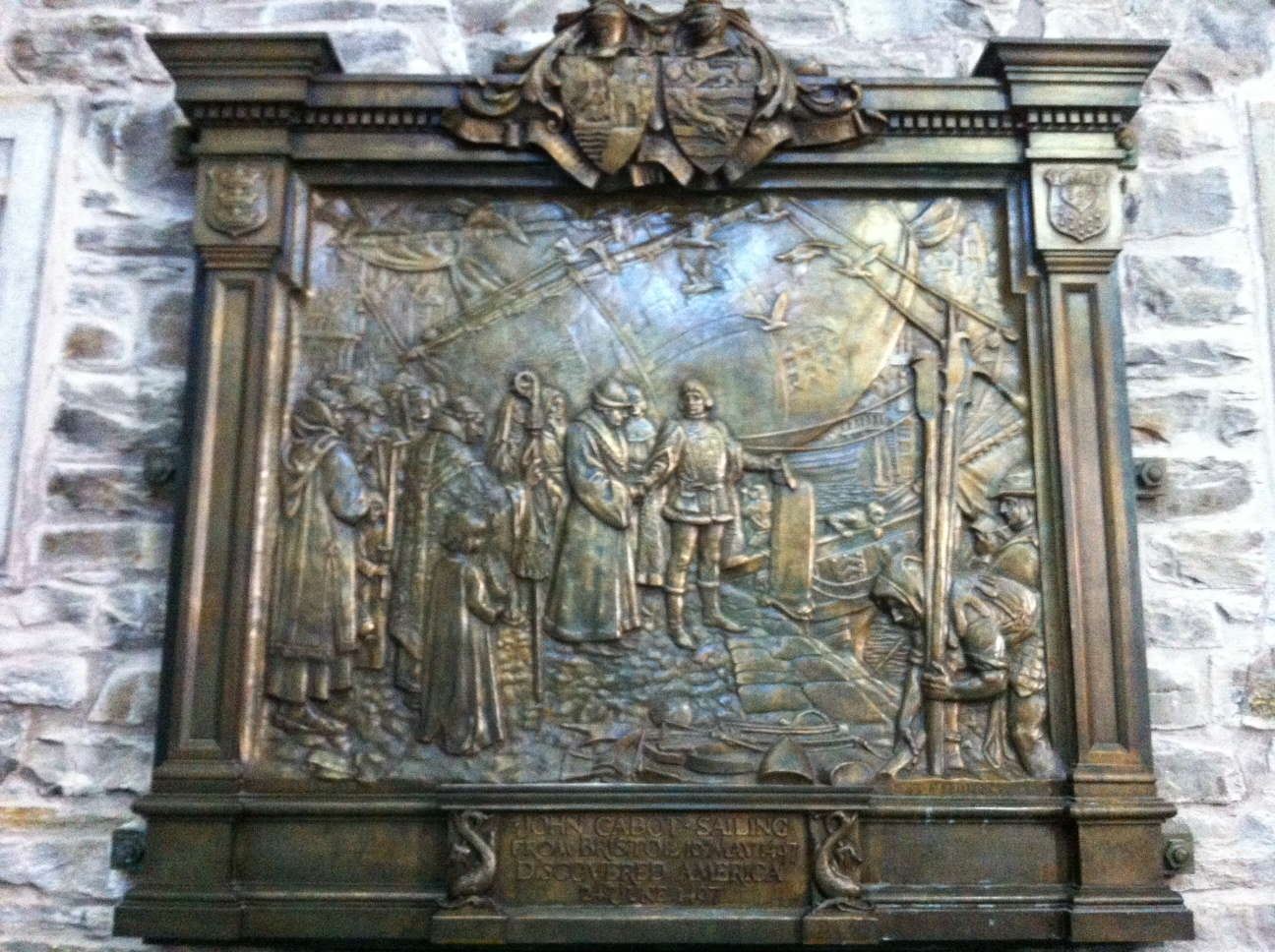
坐落于新斯科舍省哈利法克斯市史丹佛·佛莱明爵士公园的 乔瓦尼·卡博托纪念匾：1497年，乔瓦尼·卡博托离开英格兰布里斯托尔，前往加拿大大西洋沿岸

卡博托是在布里斯托尔准备他的远航的。当时，布里斯托尔是英格兰第二大海港。而且，自1480年起，已经有几只探险队从此出海寻找巴西岛。根据凯尔特人的传说，巴西岛位于大西洋中。而且布里斯托尔的商人们都相信他们的祖先曾经发现过这个岛，只是航线后来失传了。

### 首航
关于卡博托第一次远航的记载很少。只是在布里斯托尔商人约翰·戴写于1497年末1498年初的一封收件人很可能是克里斯托弗·哥伦布的信中简单地提到了这次远航，而这封信的主要内容则是卡博托1497年的第二次远航。信中提到：“既然阁下想知道关于第一次远航的信息，以下是这次航行的经过：他只带了一只船出海，他的船员们把他给弄糊涂了，使得他的补给短缺，并且撞上了恶劣的天气，因此他决定返航。”因为卡博托是在1496年3月获得的皇家特许状，就此可以推断，他的第一次远航应该是在那年的夏天。

### 第二次远航
关于1497年那次远航的资料主要来自于四封短信，以及1565年出版的布里斯托尔市的年谱的条目。以下是该年谱1496年和1497年的条目全文：
"这一年的施洗者圣约翰节（1497年6月24日），一群来自布里斯托尔的商人驾驶着一艘名为马修号的船，发现了美洲大陆；这艘船在5月2日离开布里斯托尔港，并于8月6日返回。"-G.E. Weare, Cabot's Discovery of North America, (London, 1897), p. 116 
著名的“约翰·戴的信”提供了有关卡博托第二次远航的大量信息。这封信写于1497年末1498年初，很可能是布里斯托尔商人约翰·戴（在伦敦的化名为休·塞伊）写给克里斯托弗·哥伦布的。
除了这几封信外，阿尔温·鲁道克博士声称发现了另外一封伦敦银行家乔瓦尼·安东尼奥·德·卡博纳斯里神父写于1497年8月10日的信件。但是至今，其他人并没有见过这封信。而且从拉克多的那些评述来看，这封信并未包含这次远航的详细描述。拉克多还声称，这封信包含了“新的证据可以证明，早在乔瓦尼·卡博托到达英格兰之前，布里斯托尔的水手们就已经发现了大洋彼岸的大陆”。她坚持认为布里斯托尔水手们在卡博托二十年前就已经到达了北美。

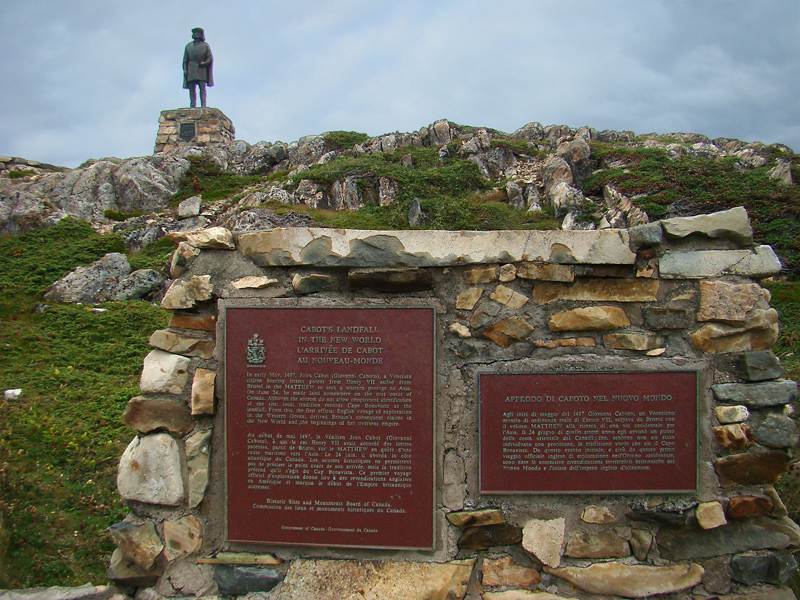
坐落于纽芬兰岛波纳威斯塔海角的纪念碑

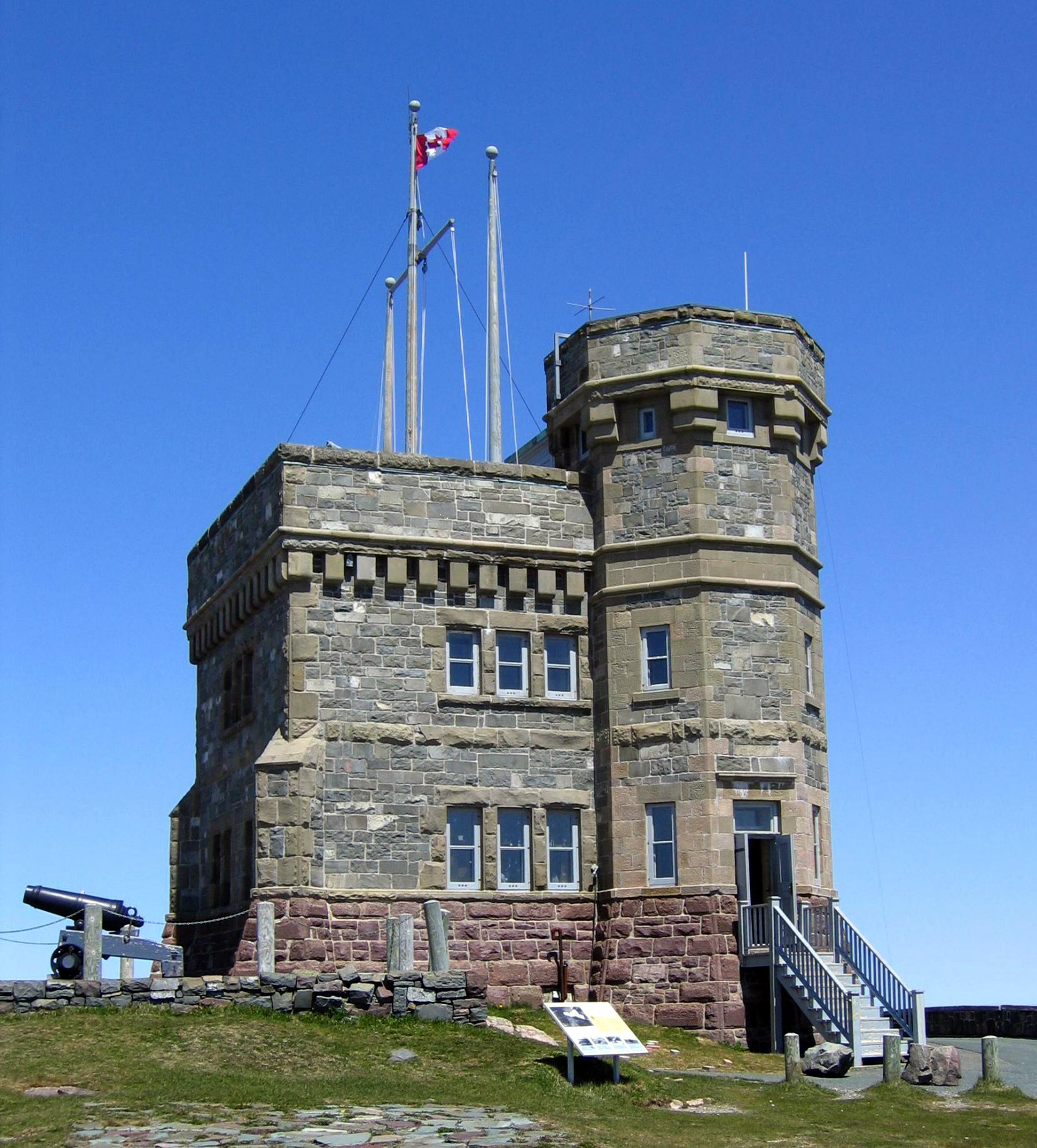
位于纽芬兰岛圣约翰斯市的卡博托纪念塔，于1898到1900年间建成

目前，还没有对此次远航的详细材料，而且至今也没有一份被证明是完全可靠的。根据1565年的年谱描述，卡博托拥有一艘载重50吨的称为“马修号”的“小船”。有资料显示，这艘船装载了足够“七八个月”的补给。船在5月份离港的时候，船上大概有18到20名船员。其中包括一名不知姓名的勃艮第人和一名热那亚的理发师，同时也被认为是随船的船医。
两位著名的布里斯托尔商人很可能参加了这次探险。其中一个可能是威廉·威斯顿，20世纪末期找到的一份档案，证明他可能参加了卡博托的这次远航。在21世纪初又发现了一份档案，证实在1498年1月，船队返回后，他接受了英格兰国王的奖励。更重要的是，2009年，历史学家埃文·琼斯证实，1499年，威斯顿独自带领船队到了纽芬兰，很可能用的是卡博特的特许状，而威斯顿也因此成为了第一名带领船队到达北美的英格兰人。
离开布里斯托尔后，远航船队通过了爱尔兰，跨过了大西洋，于1497年6月24日在北美的海岸的某处登陆。登陆的确切位置一直存在争议，不同的地区都在争夺这项荣誉。历史学家们提出了几处可能的地点：波纳维斯塔海角和圣约翰斯（纽芬兰）、布雷顿角岛（新斯科舍省），以及拉布拉多（加拿大）和缅因州（美国）。自从20世纪50年代发现“约翰·戴的信”以来，似乎最有可能登陆地点就是纽芬兰或布雷顿角岛。这是因为戴的信中描述了1497年探索的海岸线的纬度位于法国波尔多河和爱尔兰南部的德西岛之间。最初的登陆点似乎是靠近最南点，随着考察到达了最北点，然后返航。

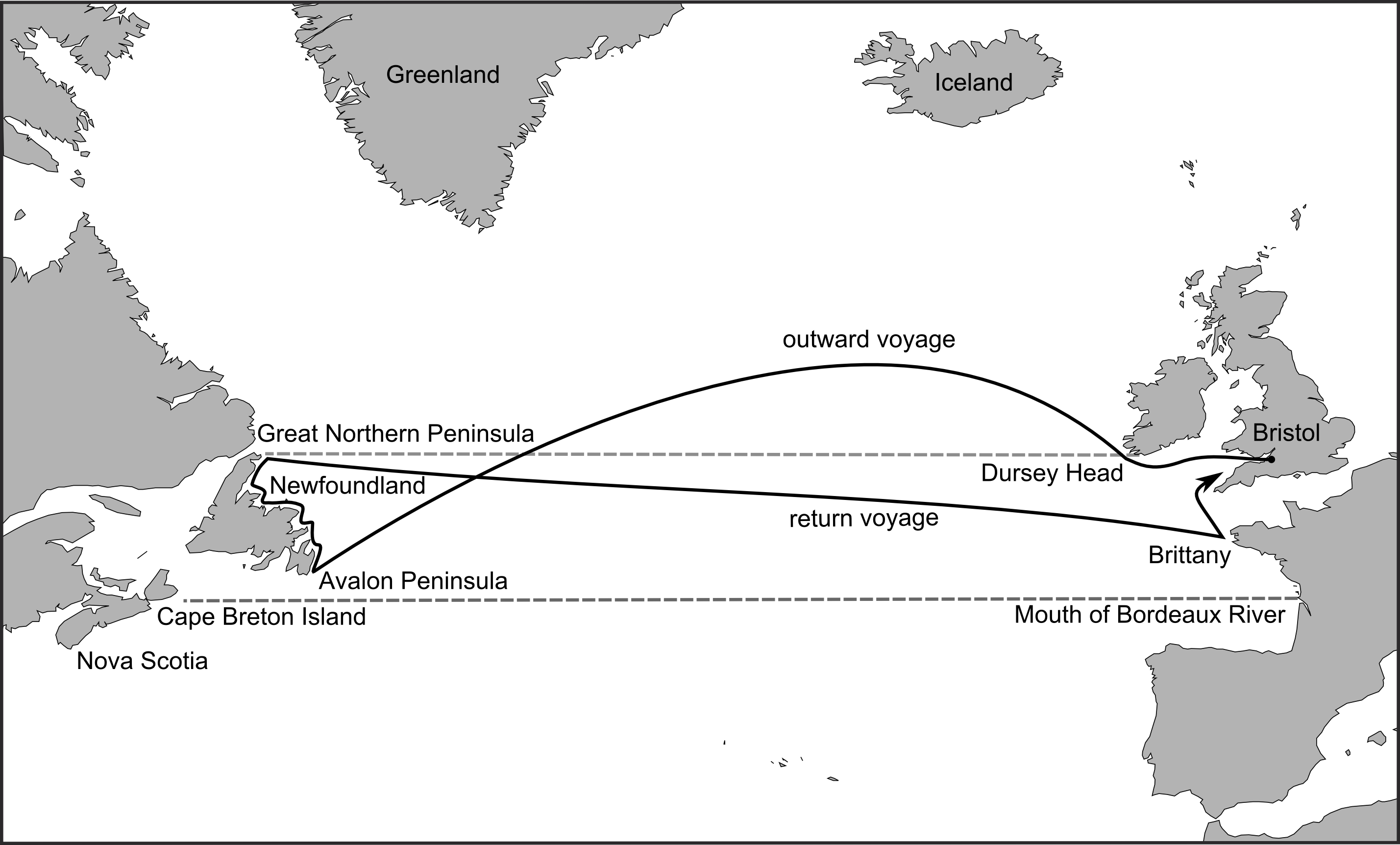
琼斯和康顿提出的1497年航程的路线

在庆祝登陆500周年时，加拿大和英国政府将纽芬兰的波纳维斯塔海角指定为“官方认证”的登陆地点。1997年，伊丽莎白二世女王连同意大利和加拿大政府的成员在这里，迎接了马修号的复制品，庆祝它横跨了大西洋。卡博托的这次远航，据信是继五百年前的维京人以来，欧洲人第一次到达北美大陆。
据称，卡博托在远航期间仅登陆过一次，而且并没有超过“弩的射击距离”。帕斯夸里戈和戴都表示，远征队与任何本地人没有任何接触; 但船员发现了火的遗迹，人类的踪迹，渔网和木制工具。船员们似乎一直呆在陆地上，直到把所有的淡水消耗殆尽; 他们还升起了威尼斯和罗马教皇的旗帜，声名此处为英格兰国王属地，并向罗马天主教会效忠。在此次登陆之后，卡博托用了几个星期来“探索海岸”，其中大多数的发现都是在返航时做出的。

### 最后的远航

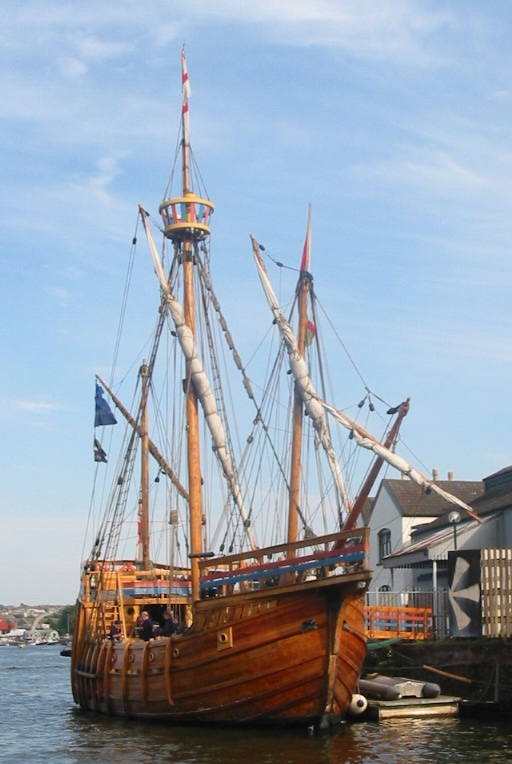
停泊在布里斯托尔的马修号复制品

回到布里斯托尔后，卡博托立即骑马到伦敦向国王汇报。1497年8月10日，他获得了10英镑的奖励，相当于普通劳工或工匠的两年工资。国王宴请了这位探险家；松奇诺在8月23日写到“卡博托被称为‘伟大的海军上将［克里斯托弗·哥伦布曾经的称号］’，另外还赋予了他大量的荣誉称号，他穿着丝绸制的衣服，那些英格兰人疯狂的跟在他身后”。然而这样的奉承并没有持续太长时间，在接下来的几个月里，国王的注意力集中在珀金·沃贝克领导的1497年第二次康沃尔起义。等到亨利的宝座安全了，他就再次关注到卡博托。9月26日，在起义被镇压几天之后，国王就向卡博托颁发了2镑的奖金。到了1497年12月，探险家又获得了每年20英镑的退休金。1498年2月3日，他获得了新的特许状，帮助他开始准备第二次远航。3月和4月，国王还向伦敦的兰斯洛特·蒂尔基尔、托马斯·布拉德利和约翰·凯尔提供了一些贷款，他们将陪同卡博托的进行新的远航。
根据伦敦大纪事（1189-1512）记载，卡博托于1498年5月初从布里斯托尔出发，船队有五艘船，其中一艘是由国王准备的。有几艘船携带了一些商品，包括布、帽子、蕾丝以及其他一些物品。这表明卡博托是打算在这次远航中进行商业贸易的。根据7月份驻伦敦的西班牙特使的记录，其中一艘船被暴风雨破坏，被迫停在爱尔兰，但卡博托和其他四艘船继续前行。
几个世纪以来，没有找到（或至少没有出版）与这次远征相关的其他记录；人们长期以来都认为卡博托和他的舰队已经葬身海底了。但根据记录，本来计划陪同远征的来自伦敦的兰斯洛特·蒂尔基尔，1501年还在伦敦居住。

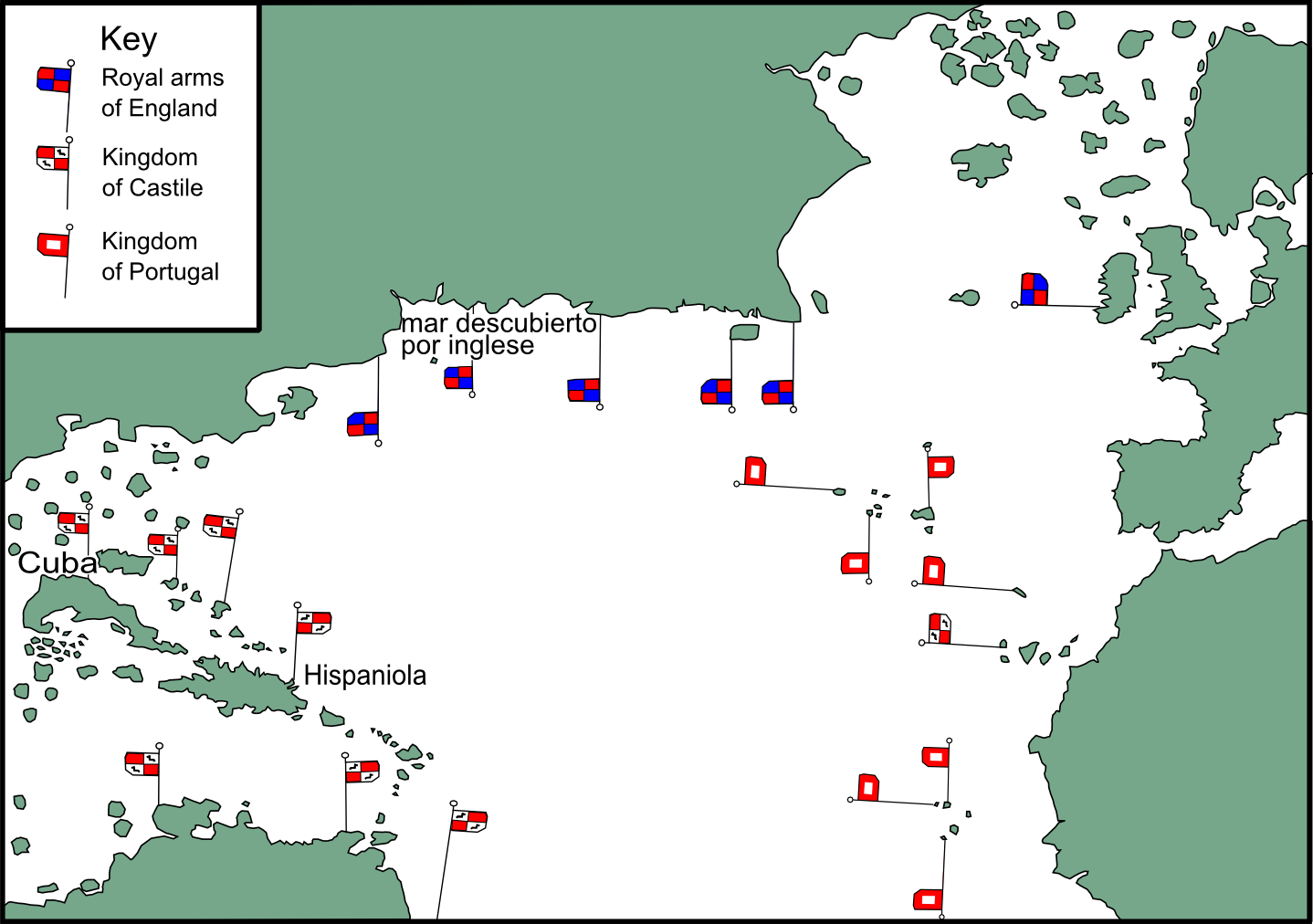
胡安·德·拉·科萨制作的北大西洋地图, 1500

历史学家阿尔温·鲁道克对卡博托和他的时代进行了长达35年的研究。她认为卡博托和他的船队在1500年春天成功返回了英格兰。她声称他们在北美东部海岸进行史诗般的两年探险，向南一直进入到切萨皮克湾地区，甚至最远也许到达了西班牙在加勒比地区的势力范围。她的证据包括西班牙制图师胡安·德·拉·科萨制作的那张著名的世界地图。他的海图包括在1497年至1500年间“由英格兰人发现的”北美海岸及其附近海洋。
鲁道克认为乔瓦尼·安东尼奥·德·卡博纳斯里神父和其他的修士参加了1498年的远航，并且留在了纽芬兰，建立了一个布道所。如果卡博纳斯里真的在北美建立起一个定居点的话，那么这将是这片大陆上的第一个基督教定居点，甚至可能包括建在那里的唯一一座中世纪教堂。
布里斯托大学的The Cabot Project是在2009年发起的，旨在搜索鲁道克声明发现的那些证据，并对卡博托及其远航进行相关研究。该项目的首席研究员埃文·琼斯（页面存档备份，存于）和玛格丽特·康顿声称已经发现了进一步的证据来支持鲁道克的结论，其中包括她打算用来证明1498年远航成功返回布里斯托尔的一些资料。乔瓦尼·卡博托似乎在1500年左右还在伦敦，尽管琼斯和康顿还没有公布他们的资料。
该项目组正在康涅狄格湾的纽芬兰的卡伯尼尔进行考古挖掘工作，这里被认为可能是卡博纳斯里建立布道所的位置。纽芬兰纪念大学进行的“卡伯尼尔历史考古项目”，自2011年开始，每年都要进行夏季实地考察。到目前为止，它已经发现自17世纪末以来的种植者居住以及与西班牙通过毕尔巴鄂进行贸易的证据，包括在秘鲁铸造的西班牙硬币。

### 死亡
关于卡博托的死亡情况的资料是模糊而且矛盾的。他最后被提及，是做为1508-1509年由他的儿子塞巴斯蒂安率领的远航船队的成员。从此之后，就再没有关于卡博托的信息；也许他是在这次远航中死去，但更有可能是在返航后不久去世的。

## 其他英格兰人的远航
鲁道克声称卡博托的支持者布里斯托尔的威廉·韦斯顿，在1499年对北美进行了从纽芬兰北部到哈德逊海峡的独立考察。如果这是真实的话，这可能是第一次对西北水道的考察。2009年，琼斯证实，威廉·威斯顿（之前并未被认为参加了卡博托的远航）在1499年或1500年在王室的支持下，领导了从布里斯托尔到“新发现的土地”的考察，使他成为第一位带领船队远航到北美的英格兰人。这个发现改变了人们对英格兰人在新大陆探索中所扮演的角色的理解。
亨利七世国王继续支持从布里斯托尔出发的远航。国王在1502年1月给予休·艾略特，罗伯特·索恩和他的儿子一笔20镑的赏金，用于购买一艘在当年夏天进行远航的船只----加百列号。后来，在1502年或1503年初，他向艾略特支付了100镑，支持他进行一次或多次对“两艘船就可以到达的新发现的小岛”（当时对纽芬兰的称呼）的远航。这一数额大于以往任意一次王室为所支持的远航所提供的奖金数额。

## 塞巴斯蒂安·卡伯特的远航
乔瓦尼的儿子塞巴斯蒂安·卡伯特也成为一名探险家，后来至少进行了一次北美远航。1508年，他来到了西北水道。近二十年后，他又为西班牙前往南美洲，准备重复斐迪南·麦哲伦的环球航行。但从1525年到1528年，他转成了在阿根廷沿着拉普拉塔河寻找银矿。

## 遗产及荣誉

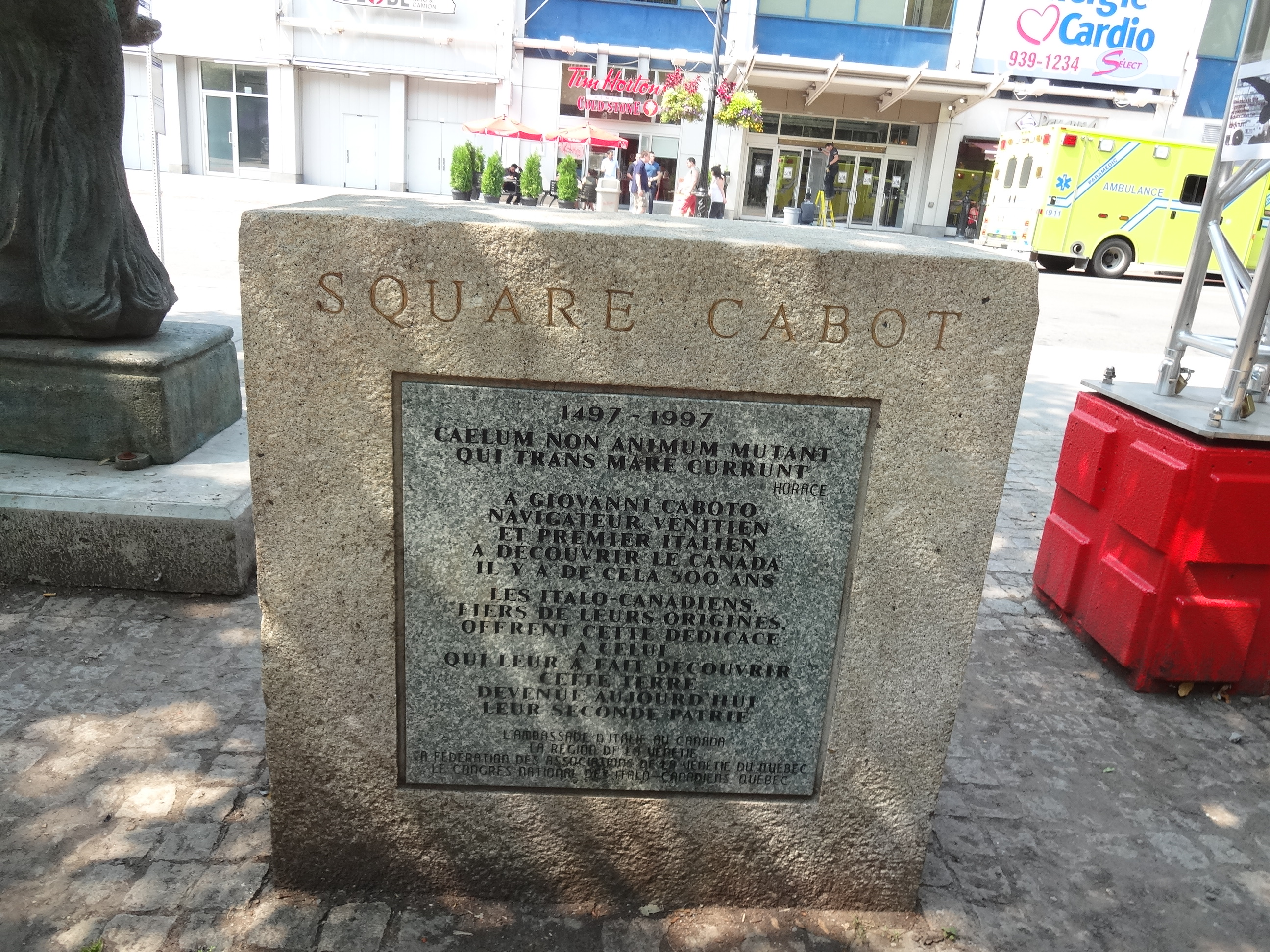
卡伯特广场, 蒙特利尔

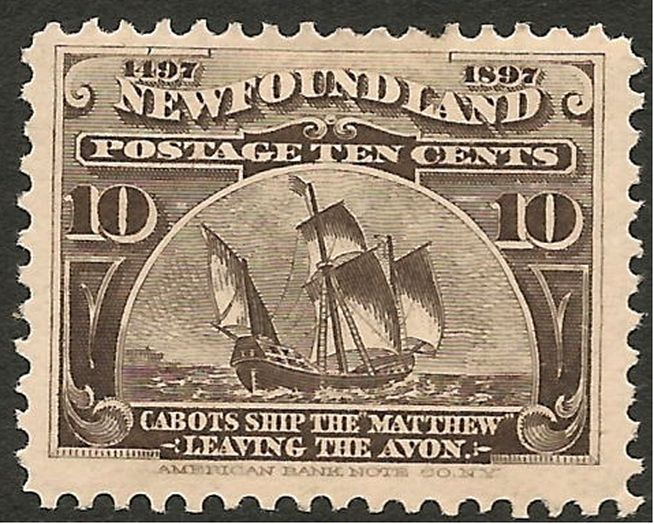
~ 马修号 ~ 1897年，卡博托发现北美四百周年，纽芬兰邮政局发行了纪念卡博托及其发现的纪念邮票。

- 乔瓦尼·卡博托 (1762)，保存于威尼斯总督宫的油画[48]
- 卡博特塔 (1897) 位于纽芬兰岛的圣约翰斯市，为纪念卡博托远航400周年而建。
- 卡博特塔，位于英格兰布里斯托尔。一座三十米高的红砂岩塔，1897年，为纪念卡博托远航400周年而建。
- 丹尼斯·威廉·伊登油画：约翰·卡博托和他的儿子从亨利七世获得宪章，寻找新的土地，绘于1910年，现存于议会大厦。[49]
- 乔瓦尼·卡博托俱乐部，建于1925年，位于安大略省温莎市的意大利俱乐部[50]
- 约翰·卡博特雕像，1952年建造，位于布里斯托尔市政厅[51]照片: 约翰·卡博特雕像 / 伊丽莎白·西曼（页面存档备份，存于）
- 约翰·卡博特大学，一所美国附属大学，于1972年在意大利罗马成立。
- 约翰·卡博特青铜雕像，斯蒂芬·乔伊斯建于1985年，位于布里斯托尔港。
- 马修号的复制品，为纪念1497年航行500周年而造，停靠在布里斯托尔。
- 另外一艘马修号的复制品，停靠在波纳维斯塔海角。
- 卡伯特道，位于布雷顿角高地的景点。
- 约翰·卡博特学院，英格兰布里斯托尔的独立学校。
- 卡博特高尔夫球场，新斯科舍省因弗内斯的高尔夫球场。
- 卡博特区，布里斯托尔的一个选区，在当地的卡博特塔后面。
- 卡博特广场，位于伦敦和蒙特利尔。
- 卡博特购物中心，位于布里斯托尔，建于2008年，命名是全市民意调查的结果。
- 约翰·卡博特路，位于亚利桑那州的菲尼克斯。
- 卡博特大街，位于纽芬兰与拉布拉多省的圣约翰斯。
- 约翰·卡博特青铜雕像，位于圣约翰斯的联邦大楼前面。
- 约翰·卡博特青铜雕像，位于纽芬兰的波纳维斯塔海角。 牌匾上以英文，法文和意大利文纪念航海家的远航。
- 约翰·卡博特天主教中学，位于加拿大的密西沙加。
- 卡伯特號航空母艦，美國海軍獨立級航空母艦，服役於第二次世界大戰。

## 资料
- Evan T. Jones and Margaret M. Condon, Cabot and Bristol's Age of Discovery: The Bristol Discovery Voyages 1480–1508（页面存档备份，存于） (University of Bristol, Nov. 2016). This short book provides an up-to-date account of the voyages, based on the research of the "Cabot Project（页面存档备份，存于）", aimed at a general audience.
- Evan T. Jones, "Alwyn Ruddock: 'John Cabot and the Discovery of America' ", Historical Research Vol 81, Issue 212 (2008), pp. 224–254. Provides updated information on new discoveries of documents related to Cabot and his voyage, and claims made in the late 20th century by Alwyn Ruddock.
- Evan T. Jones, "Henry VII and the Bristol expeditions to North America: the Condon documents", Historical Research, 27 Aug 2009, relates primarily to newly discovered documents related to William Weston's 1499 voyage.
- Francesco Guidi-Bruscoli, 'John Cabot and his Italian Financiers'（页面存档备份，存于）, Historical Research (Published online, April 2012).
- J.A. Williamson, The Cabot Voyages and Bristol Discovery Under Henry VII (Hakluyt Society, Second Series, No. 120, CUP, 1962). Considered the essential source-book for Cabot and his voyages. Numerous documents have been discovered in the Italian, Spanish and English archives that provide new insights into these events and era.
- Skelton, R. A. .  online. University of Toronto Press. 1979–2016. A short introduction; it has been updated based on material published related to The Cabot Project at the University of Bristol.
- H.P. Biggar (ed.), The Precursors of Jacques Cartier, 1497–1534: A Collection of Documents Relating to the Early History of the Dominion of Canada (Ottawa, 1911). Contains transcriptions of many of the original documents in their original languages – i.e. Latin, Spanish and Italian.
- P. D'Epiro, M.D. Pinkowish, Sprezzatura: 50 Ways Italian Genius Shaped the World, 1st Anchor Book Edition, 2001, pp. 179–180.

## 延伸阅读
- Evan T. Jones and Margaret M. Condon, Cabot and Bristol's Age of Discovery: The Bristol Discovery Voyages 1480–1508 （页面存档备份，存于） (University of Bristol, Nov. 2016).
- Douglas Hunter, The Race to the New World: Christopher Columbus, John Cabot, and a Lost History of Discovery（页面存档备份，存于） (New York: Macmillan, 2011). He uses findings from The Cabot Project of the University of Bristol as part of his research.[2]This is described by archeologist Peter Pope as "the first substantial book on Cabot since the batch that observed the quincentennial of 1997 and the most detailed comparison to date of the careers of Columbus and Cabot."[52]
- Maura, Juan Francisco. “El mito de “John Cabot”: construcción británica para reclamar la soberanía de Norteamérica” Cuadernos Hispanoamericanos. 788 (2016): 4–25. (Available on line).

### 由布里斯托尔大学提供的主要研究资料
- Introduction and Source: "Salazar's account of Bristol's discovery of the Island of Brasil (pre 1476)"（页面存档备份，存于）, The Smugglers' City, History Dept., University of Bristol
- Sources: "First Letters Patent granted by Henry VII to John Cabot, 5 March 1496"（页面存档备份，存于）, The Smugglers' City, History Dept., University of Bristol
- Primary Sources: "Lorenzo Pasqualigo to his brothers at Venice, 23 August 1497"（页面存档备份，存于）, The Smugglers' City, History Dept., University of Bristol
- Primary Sources: "Raimondo de Raimondi de Soncino, Milanese Ambassador in England, to Ludovico Maria Sforza, Duke of Milan, 18 December 1497（页面存档备份，存于）, The Smugglers' City, History Dept., University of Bristol
- Primary Source: Letter, author unknown: "News sent from London to the Duke of Milan, 24 August 1497"（页面存档备份，存于）, The Smugglers' City, Dept. of History, University of Bristol, briefly notes Cabot's voyage